# Иванов, Василий Васильевич (политик)
Василий Васильевич Иванов (род. 5 апреля 1950, Молостово, Горьковская область) — государственный деятель, член Совета Федерации, председатель Законодательного Собрания Ленинградской области. 

## Биография
Родился 5 апреля 1950 года в деревне Молостово Псковской области.
Образование высшее. Окончил Ленинградский государственный университет имени А.А. Жданова.
Трудовую деятельность начал в 1968 году. С 1974 года работал в газете «Знамя труда», с 1979 года — редактор этой газеты.

### Политическая карьера
В 1980—1990 годах избирался депутатом Сланцевского городского Совета народных депутатов, в 1990 году — депутатом Ленинградского областного Совета народных депутатов.
Избирался депутатом Законодательного собрания Ленинградской области первого и второго созывов. Председатель Законодательного собрания Ленинградской области первого созыва.
В 2021 году принимал участие в выборах в государственную Думу восьмого созыва по одномандатному округу и по списку от партии Пенсионеров, избран не был.